# Jennie-Lee Burmansson
Jennie-Lee Burmansson (* 12. Juli 2002) ist eine ehemalige schwedische Freestyle-Skierin. Sie startete in den Disziplinen Slopestyle und Big Air.

## Werdegang
Jennie-Lee Burmansson wuchs auf in der Nähe des Skiressorts Tandådalen, kam früh zum Skisport und bereits als 8-Jährige zum Freestyle.
Burmansson nimmt seit der Saison 2016/17 an Wettbewerben der AFP World Tour und der FIS teil. Dabei errang sie im Januar 2017 beim Europacup in St. Anton am Arlberg den dritten und den ersten Platz im Slopestyle und den zweiten Platz im Big Air. Im folgenden Monat wurde sie jeweils im Slopestyle Dritte bei der SFR Tour in La Clusaz und Zweite beim Nor Freeski Cup in Trysil. Bei den Juniorenweltmeisterschaften 2017 in Chiesa in Valmalenco holte sie die Silbermedaille im Slopestyle. Im August 2017 debütierte sie in Cardrona im Freestyle-Skiing-Weltcup. Dabei belegte sie den dritten Platz im Slopestyle. Im November 2017 holte sie im Slopestyle in Stubai bei ihrem zweiten Weltcupauftritt ihren ersten Weltcupsieg. Es folgten zwei zweite und einen dritten Platz und erreichte damit den dritten Platz im Gesamtweltcup und den ersten Rang im Slopestyle-Weltcup. 
Ende Januar 2018 gewann sie bei den Winter-X-Games in Aspen die Bronzemedaille im Slopestyle. Bei den Olympischen Winterspielen 2018 in Pyeongchang errang sie den achten Platz im Slopestyle. Ende März 2018 wurde sie im Slopestyle und im Big Air schwedische Meisterin. Bei den X-Games Norway 2018 in Fornebu gewann sie die Goldmedaille im Big Air.
Im September 2018 zog sie sich in Neuseeland im Wettbewerb eine Verletzung des vorderen Kreuzbandes zu und musste ein Jahr pausieren.
In Lausanne wurde die 17-Jährige im Januar 2020 Dritte bei den Olympischen Jugend-Winterspielen im Slopestyle, hinter der Estin Kelly Sildaru und der für China startenden Amerikanerin Eileen Gu. Eine weitere Bronzemedaille kam im Big-Air-Wettbewerb, hinter Gu und der Britin Kirsty Muir.

## Erfolge

### Olympische Spiele
- Pyeongchang 2018: 8. Slopestyle

### Weltcupsiege
Burmansson errang im Weltcup bisher fünf Podestplätze, davon 1 Sieg:
| Datum             | Ort    | Land       | Disziplin  |
| ----------------- | ------ | ---------- | ---------- |
| 26. November 2017 | Stubai | Österreich | Slopestyle |

### Weltcupwertungen
| Saison  | Gesamt | Gesamt | Slopestyle | Slopestyle |
| Saison  | Platz  | Punkte | Platz      | Punkte     |
| ------- | ------ | ------ | ---------- | ---------- |
| 2017/18 | 3.     | 64,14  | 1.         | 449        |
| 2018/19 | -      | -      | -          | -          |
| 2019/20 | 96.    | 13,2   | 18.        | 66         |
| 2020/21 | -      | -      | 24.        | 29         |

### X-Games
- Winter-X-Games 2018: 3. Slopestyle
- X-Games Norway 2018: 1. Big Air
- X-Games Norway 2020: 5. Slopestyle, 7. Big Air

### Weitere Erfolge
- Juniorenweltmeisterschaften 2017: 2. Slopestyle
- Olympische Jugend-Winterspiele 2020: 3. Slopestyle, 3. Big Air

## Auszeichnungen
- 2018 – 2. Rang Piotr-Nurowski-Preis[3]